# Liste der Bodendenkmale in Westergellersen
In der Liste der Bodendenkmale in Westergellersen sind alle Bodendenkmale der niedersächsischen Gemeinde Westergellersen aufgelistet. Die Quelle ist der Denkmalatlas Niedersachsen. Der Stand der Liste ist der 2. Oktober 2024.

## Allgemein
In den Spalten finden sich folgende Informationen des Bodendenkmales :
- Lage        : geographische Koordinaten
- Bezeichnung : Bezeichnung lt. Denkmalatlas
- Beschreibung: Beschreibung lt. Denkmalatlas
- ID          : Objekt-ID
- Bild        : Bild, ggf. zusätzlich mit Link zu weiteren Fotos im Medienarchiv Wikimedia Commons.

## Westergellersen
| Lage                         | Bezeichnung                                    | Beschreibung | ID       | Bild |
| ---------------------------- | ---------------------------------------------- | --- | -------- | ---- |
| 53° 12′ 46″ N, 10° 13′ 30″ O | Westergellersen 4, Grabhügel                   | Ehemals rund. Dm. SW-NO 16 m, NW-SO 20 m; H. 1,3 – 1,5 m. Südwest-Rand durch Weg abgefahren/abgetragen; Oberfläche stark zerklüftet und abgeflacht, mit Nordwest-Südost verlaufenden Pflanzfurchen. Mindestens drei alte, flach erscheinende Eingrabungen. Nord/Nordost-Rand zergraben. | 28933492 | BW   |
| 53° 13′ 1″ N, 10° 14′ 39″ O  | Westergellersen 6, Grabhügel                   | Fast rund, Dm. 15 m; H. 0,75 m. ist auslaufend, in der Kuppe eine Mulde. Einige faust- bis kopfgroße Granitsteine sichtbar. | 28930166 | BW   |
| 53° 13′ 5″ N, 10° 14′ 48″ O  | Westergellersen 7, Grabhügel                   | Reste eines Grabhügels. Erhaltene Form unregelmäßig. Ehemaliger Dm. ca. 16 m; H. 1 m. Nord-Bereich bis zur Mitte abgetragen. Im Nordwest-Bereich weitere Eingrabung. Oberfläche gestört. Einige Granitsteine sichtbar. Am Ost-Rand ein Windwurf. | 28930168 | BW   |
| 53° 14′ 42″ N, 10° 14′ 19″ O | Westergellersen 10, Grabhügel                  | Oval, Nord-Süd orientiert, L. 16 m; Br. 13 m; H. 1 m. Kuppe abgeflacht. Am Nord-Rand eine Fahrspur. | 28930170 | BW   |
| 53° 14′ 43″ N, 10° 14′ 14″ O | Westergellersen 11, Grabhügel                  | Oval, Ost-West orientiert, L. 21 m; Br. 17 m; H. 0,9 m. Rand auslaufend, Kuppe abgeflacht. Liegt in einer Schneisenkreuzung. | 28930172 | BW   |
| 53° 14′ 51″ N, 10° 14′ 2″ O  | Westergellersen 12, Grabhügel                  | Fast rund, Dm. 18,5 m; H. 1,1 m. Rand schwach abgesetzt, Kuppe abgeflacht. Eine Fahrspur von Ost nach West. | 28930174 | BW   |
| 53° 14′ 53″ N, 10° 14′ 6″ O  | Westergellersen 13, Grabhügel                  | Oval mit nord-südlicher Ausrichtung. L. 16 m; Br. 13,5 m; H. 0,8 m. Rand auslaufend. West-Rand durch Weg abgeschnitten. Im nördlichen Bereich Eingrabungen, im Nordwesten ein Granitstein. | 28930176 | BW   |
| 53° 15′ 5″ N, 10° 15′ 17″ O  | Westergellersen 14, Grabhügel                  | Oval mit nord-südlicher Ausrichtung. L. 16 m; Br. 13,5 m; H. 0,8 m. Rand auslaufend. West-Rand durch Weg abgeschnitten. Im nördlichen Bereich Eingrabungen, im Nordwesten ein Granitstein. | 28930178 | BW   |
| 53° 12′ 34″ N, 10° 14′ 25″ O | Westergellersen 20, Grabhügel                  | Fast rund, Dm. 8,5 m; H. 0,5 m. Kuppe abgeflacht. Am Nord-Rand und nach Südosten je ein Windwurf. | 28930281 | BW   |
| 53° 11′ 35″ N, 10° 14′ 44″ O | Westergellersen 22, Grabhügel                  | Rund, Dm. 16,5 m; H. 1 m. Rand im Norden schwach, sonst deutlich abgesetzt. Eine weite, flache Eingrabung (Dm. 4,5 m). West-Böschung durch Fahrspur stark gestört. | 28930283 | BW   |
| 53° 11′ 32″ N, 10° 14′ 54″ O | Westergellersen 23, Grabhügel                  | Unregelmäßiger Umriss. Größter Dm. 18 m, noch 0,6 m hoch erhalten. Rand im N, W und S schwach abgesetzt, im O nicht erkennbar. Oberfläche zerwühlt und in der Mitte eine weite Eintiefung sowie durch Tierbaue gestört. Ränder angegraben und einige bis faustgroße Granitsteine erkennbar. | 28930285 | BW   |
| 53° 11′ 34″ N, 10° 14′ 51″ O | Westergellersen 29, Grabhügel                  | Rund, Dm. 10 m und H. 0,4 m. Rand läuft aus. Am N-Rand eine kleine längliche Eingrabung (L. 1,5 m; Br. 0,5 m). Einige kopfgroße Granitsteine, besonders am W-Rand, an Oberfläche erkennbar. | 28930287 | BW   |
| 53° 13′ 7″ N, 10° 13′ 57″ O  | Westergellersen 32, Grabhügel                  | Fast rund, Dm. 10 m; H. 0,5 m. In der Kuppe eine flache Mulde, Rand auslaufend. Im Südost-Bereich eine Nordost-Südwest orientierte Schneise. Am Südwest-Rand ein Nordwest-Südost orientierter Waldweg. Von alten Pflanzfurchen überzogen. | 28930289 | BW   |
| 53° 13′ 6″ N, 10° 14′ 15″ O  | Westergellersen 33, Grabhügel                  | Fast rund, Dm. 16,5 m; H. 0,5 m. Kuppe abgeflacht, Rand auslaufend. Eine Nordnordost-Südsüdwest orientierte Holzrückspur. Einige bis eimergroße Granitsteine sichtbar. Von flachen Pflanzfurchen überzogen. | 28930291 | BW   |
| 53° 13′ 4″ N, 10° 14′ 37″ O  | Westergellersen 34, Grabhügel                  | Fast rund, Dm. 17 m; H. 1 m. Kuppe abgeflacht, Rand schwach abgesetzt. Eine Nord-Süd orientierte Holzrückspur. Von Pflanzfurchen überzogen. Wenige kleine Granitsteine sichtbar und ertastbar. | 28930293 | BW   |
| 53° 13′ 6″ N, 10° 14′ 43″ O  | Westergellersen 36, Schafwäsche/Pferdeschwemme | Zwei dicht nebeneinander liegende, langovale Einfriedungen mit spiralartigem Wallverlauf. Wallbr. bis 2,5 m; H. bis 0,5 m. Außen ein flacher Graben vorgelagert. Profil abgerundet, z.T. verwaschen und gestört. Mit großer Wahrscheinlichkeit handelt es sich um eine Schafwäsche. | 28930295 | BW   |
| 53° 13′ 9″ N, 10° 15′ 23″ O  | Westergellersen 37, Stauanlage                 | Westsüdwest-Ostnordost orientierte Stauanlage. L. ca. 210 m. West-Teil: Basisbr. bis 11 m; obere Br. bis 1,5 m; H. bis 2 m. Am Süd-Rand einige alte Angrabungen. Ost-Teil: Basisbr. bis 16 m, obere Br. bis 2 m; H. bis 2 m. Der Damm hat zwei - offensichtlich jüngere - Unterbrechungen. Durch die eine, etwas östlich der Mitte, fließt heute der Bach in Richtung Norden. Die zweite liegt ca. 40 m östlich davon. Das Gelände südlich des Dammes wird von mehreren Bächen durchflossen und ist stark vernässt. | 28930297 | BW   |
| 53° 13′ 10″ N, 10° 15′ 26″ O | Westergellersen 37, Stauanlage                 | | 35518534 | BW   |
| 53° 12′ 53″ N, 10° 13′ 31″ O | Westergellersen 39, Grabhügel                  | Fast rund, Dm. 17 m; H. 1,3 m. Eine Nordost-Südwest orientierte, längliche Eingrabung (L. 4 m; Br. 2 m; T. 0,4 m), am Südwest-Ende plattiger Granitstein von 1,3 × 1,3 m Größe. Am Rand rund um sieben weitere Granitsteine. Auf der Kuppe eine Holzsitzbank. Im Nord-Rand eine Mulde. | 28930299 | BW   |
| 53° 12′ 9″ N, 10° 14′ 35″ O  | Westergellersen 41, Grabhügel                  | Fast rund, Dm. 12 m; H. 0,9 m. Rand auslaufend. Am West-Rand ein Windwurf. | 28932286 | BW   |
| 53° 12′ 4″ N, 10° 15′ 21″ O  | Westergellersen 42, Grabhügel                  | Fast rund, Dm. 10,5 m; H. 0,6 m. Kuppe abgeflacht, Rand auslaufend. Nord-Ost-Bereich abgeflacht. | 28932288 | BW   |

### Westergellersen 15
- ID:28930408
- Etwa 0,5 km nordwestl. von Westergellersen, auf dem Eckersberg liegen vier erhaltene (FStNr. 16–19) und ein zerstörter Hügel (FStNr. 15). Dm. der erhaltenen Hügel 13,5 – 17 m; H. 0,8 – 1,1 m.

| Lage                         | Bezeichnung        | Beschreibung | ID       | Bild |
| ---------------------------- | ------------------ | --- | -------- | ---- |
| 53° 14′ 23″ N, 10° 13′ 44″ O | Westergellersen 16 | Fast rund, Dm. 17 m; H. 1 m. Eine Ost-West orientierte Schneise. | 28930273 | BW   |
| 53° 14′ 24″ N, 10° 13′ 45″ O | Westergellersen 17 | Fast rund, Dm. 16 m; H. 1,1 m. Kuppe abgeflacht mit unregelmäßigen, flachen Vertiefungen. Wenige, bis kopfgroße Granitsteine. Im Nord-Bereich ein Windwurf.                                | 28930275 | BW   |
| 53° 14′ 24″ N, 10° 13′ 44″ O | Westergellersen 18 | Rund, Dm. 13,5 m; H. 0,8 m. Kuppe abgeflacht, Rand auslaufend. An Nord-Böschung Oberfläche unregelmäßig. In Ost-West-Richtung eine Schneise. Ein kopfgroßer Granitstein an der Oberfläche. | 28930277 | BW   |
| 53° 14′ 25″ N, 10° 13′ 42″ O | Westergellersen 19 | Fast rund, Dm. 15 m; H. 1 m. Kuppe abgeflacht, Oberfläche unregelmäßig: dort flache Fahrspuren und andere Vertiefungen.                                                                    | 28930279 | BW   |